# 蓮光寺 (杉並区)

ボースの銅像

蓮光寺（れんこうじ）は、東京都杉並区にある日蓮宗の寺院。山号は頂光山。本尊は十界諸尊。旧本山は身延山久遠寺。通師・堀之内法縁。

## 歴史
1594年（文禄3年）、両国矢ノ倉（現・中央区東日本橋）に開山。その後1644年（正保元年）に浅草新寺町に移転した。江戸時代は「旗本寺」として繁栄していた。1914年（大正3年） 、山梨県南巨摩郡本建村（現在は早川町）にあった晴雲坊を合併し、翌年に区画整理のため現在地に移転した。
1945年（昭和20年）、台北の飛行機事故で亡くなったインド独立運動の英雄チャンドラ・ボースの遺骨が安置された。1975年（昭和50年）に銅像が建立された。現在も訪日したインド政府要人が参詣に訪れている。

## 土富店の大黒天
大黒殿には「土富店（どぶだな）の大黒天」という大黒天像が納められている。日蓮の真作と伝えられている。